# Sîceanske, Markivka
Sîceanske (în ucraineană Сичанське) este localitatea de reședință a comunei Sîceanske din raionul Markivka, regiunea Luhansk, Ucraina.

## Demografie
Componența lingvistică a localității Sîceanske
     Ucraineană (92,02%)
     Rusă (5,79%)
Conform recensământului din 2001, majoritatea populației localității Sîceanske era vorbitoare de ucraineană (92,02%), existând în minoritate și vorbitori de rusă (5,79%) și armeană (2,2%).